# Trioxys asiaticus
Trioxys asiaticus är en stekelart som beskrevs av Telenga 1953. Trioxys asiaticus ingår i släktet Trioxys och familjen bracksteklar. Inga underarter finns listade i Catalogue of Life.